# 5 карбованців «Матенадаран в Єревані»
Матенадаран в Єревані (рос. Матенадаран в Ереване) — ювілейна монета СРСР вартістю 5 карбованців, випущена 31 жовтня 1990 року. Матенадаран, або Інститут стародавніх рукописів Матенадаран імені св. Месропа Маштоца — науково-дослідний центр при уряді Республіки Вірменія, що є одним з найбільших сховищ рукописів у світі. Інститут Матенадаран був створений на базі націоналізованої в 1920 році колекції рукописів Ечміадзінського монастиря. Початок створення цієї колекції датується V ст. і пов'язане з Месропом Маштоцем (бл. 361—440), винахідником вірменської писемності. У 1892 році колекція налічувала 3158 рукописів, в 1897 році — 3338, в 1906 році — 3788, в 1913 році — 4060. Ечміадзінський Матенадаран був оголошений державною власністю 17 грудня 1929 року. У 1939 році колекція була перевезена з Ечміадзіна в Єреван. Будівля, де інститут розташовується в даний час, було побудовано в 1959 році за проектом архітектора Марка Григоряна. У 1984 році був виданий перший том загального каталогу колекції Матенадарана. В даний час колекція продовжує поповнюватися — значний внесок у її розширення вносять представники вірменської діаспори в Європі, США і т. д. Фонди Матенадарана налічують понад 17 тис. стародавніх рукописів і понад 100 тис. старовинних архівних документів. Поряд з 13 тис. вірменських рукописів тут зберігається понад 2000 рукописів російською, івритом, латиною, арабською, сирійською, грецькою, японською, перською та іншими мовами.

## Історія
З 1988 року випускалася серія монет номіналом у 5 карбованців, присвячена старовинним містам, пам'яткам архітектури, історичним місцям Росії. Ця серія монет випускалася аж до 1991 року. Монета карбувалася на Ленінградському монетному дворі (ЛМД).

## Опис та характеристики монети
| Номінал крб. | Метал                 | Маса грам | Діаметр мм. | Гурт                           | Тираж штук               |
| ------------ | --------------------- | --------- | ----------- | ------------------------------ | ------------------------ |
| 1            | мідно-нікелевий сплав | 19,8      | 35          | гладкий із заглибленим написом | 3 000 000 400 000 (пруф) |

### Аверс
У верхній частині диска — Державний герб Союзу Радянських Соціалістичних Республік (являє собою зображення серпа і молота на фоні земної кулі, в променях сонця і в обрамленні колосся, перев'язаних п'ятнадцятьма витками стрічки); під гербом — напис «СССР», знизу — велика цифра «5», під нею — півколом розміщено слово «РУБЛЕЙ» ще нижче уздовж канта знаходиться дата випуску монети — «1990».

### Реверс
У центрі зображення Інституту стародавніх рукописів в Єревані. Під ним старовинний рукопис у вигляді сувою і напис «ЕРЕВАН». Під написом дата «1959». Під датою зображення птаха з мечем і щитом. У верхній частині уздовж зовнішнього ободку монети півколом напис «МАТЕНАДАРАН».

### Гурт
Два вдавлені написи «ПЯТЬ РУБЛЕЙ», між ними дві вдавлені п'ятикутні зірки.

## Автори
- Художник: А. А. Колодкин
- Скульптор: Н. А. Носов

## Вартість монети
Ціну монети — 5 карбованців встановив Держбанк СРСР у період реалізації монети через його філії. Сучасна вартість монети звичайного випуску серед колекціонерів України (станом на 2014 рік) становить понад 40 гривень.